# Blaškovec
 Blaškovec falu Horvátországban Zágráb megyében. Közigazgatásilag Szentivánzelinához tartozik.

## Fekvése
Zágrábtól 20 km-re északkeletre, községközpontjától 8 km-re délnyugatra a megye északkeleti részén fekszik.

## Története
Neve 1427-ben még csak személynévben tűnik fel „de Blaskowch” alakban. 1517-ben és 1582-ben már birtokként „possessio Blaskowcz”, 1596-ban már faluként „Blaskoucz” néven említik. 1783-ban az első katonai felmérés térképén „Dorf Blaskovecz” néven szerepel. A falunak 1857-ben 366, 1910-ben 639 lakosa volt. Trianonig Zágráb vármegye Szentivánzelinai járásához tartozott. 2001-ben 602 lakosa volt. Plébániáját 2009-ben alapították.

## Nevezetességei
Páduai Szent Antal tiszteletére szentelt plébániatemploma a falutól északra emelkedő dombon áll. A templom a 18. századból a 19. századba való átmenetre jellemző formákban épült a Drašković család védnökségével. A 19. század végén restaurálták. Egyhajós, téglalap alaprajzú épület, keskeny, félköríves boltozatos szentéllyel és sekrestyével. A főhomlokzat közepén harangtorony található. Értékes barokk berendezése megmaradt. Főoltára a 18. században készült.